# Bistum Rayagada
Das Bistum Rayagada (lat.: Dioecesis Rayagadensis) ist eine in Indien gelegene römisch-katholische Diözese mit Sitz in Rayagada.

## Geschichte
Das Bistum Rayagada wurde am 11. April 2016 durch Papst Franziskus aus Gebietsabtretungen des Bistums Berhampur errichtet und dem Erzbistum Cuttack-Bhubaneswar als Suffraganbistum unterstellt. Zum ersten Bischof wurde Aplinar Senapati ernannt.

## Territorium
Das Bistum Berhampur umfasst die Distrikte Kalahandi, Koraput, Malkangiri, Nabarangapur, Nuapara und Rayagada im Bundesstaat Odisha.